# Isen (Midden-aarde)
De Isen (Quenya: Angren) is een rivier uit de boeken van J.R.R. Tolkien, met name in In de Ban van de Ring.
De rivier stroomt langs de vesting Isengard naar het zuiden tot de Voorden van de Isen, buigt af naar het westen en mondt uiteindelijk uit in de Belegaer.
De Isen vormt de noordelijke grens van de Westmark van Rohan met Dunland tot de rivier de Adorn, die de zuidgrens van de Westmark vormt erin uitvloeit.
Adorn · Anduin (de Grote Rivier) · Angren (Isen) · Baranduin (Brandewijn) · Betoverde Rivier · Bruinen (Luidwater) · Carnen (Roodwater) · Celduin (Running) · Celebrant (Zilverlei) · Celos · Ciril · Deemril · Dieptestroom · Erui · Gilrain · Glanduin (Grensrivier) · Glanhir (Meringstroom) · Gwathló (Grauwel) · Harnen (Zuiderrivier) · Lefnui · Lhûn (Lune) · Limlicht · Mitheithel (Grijsvloed) · Morgulduin · Morthond · Nimrodel · Ninglor (Lis) · Onodló (Entwas) · Poros · Rhimdath · Ringló · Serni · Sirith · Sirannon (Poortstroom) · Sneeuwborn · Het Water · Wilgewinde · Woudrivier